# 제8회 일본 참의원 의원 통상선거
제8회 일본 참의원의원 통상선거는 1968년 7월 7일에 시행된 일본 참의원의원의 선거이다.

## 선거 정보

### 투표일
- 1968년 7월 7일

### 선거권자
- 선거권자 65,886,145명

## 선거 결과

### 투표자수
- 전국구 45,417,653명
- 지역구 45,412,063명

### 투표율
- 전국구 - 68.93%

- 남성 : 68.89%
- 여성 : 68.97%

- 지역구 - 68.94%

- 남성 : 68.90%
- 여성 : 68.98%

### 정당별 획득 의석
| 정당       | 지역구 | 전국구 | 당선자 합계 | 의석수 |
| ---------- | ------ | ------ | ----------- | ------ |
| 자유민주당 | 48     | 21     | 69          | 137    |
| 일본사회당 | 16     | 12     | 28          | 65     |
| 공명당     | 4      | 9      | 13          | 24     |
| 민주사회당 | 3      | 4      | 7           | 10     |
| 일본공산당 | 1      | 3      | 4           | 7      |
| 무소속     | 3      | 2      | 5           | 7      |
| 합계       | 75     | 51     | 126         | 250    |

### 전국구 득표 결과
| 정당       | 득표수     | 득표율 | 당선인 |
| ---------- | ---------- | ------ | ------ |
| 자유민주당 | 20,120,089 | 46.7%  | 21     |
| 일본사회당 | 8,542,199  | 19.8%  | 12     |
| 공명당     | 6,656,771  | 15.5%  | 9      |
| 민주사회당 | 2,578,581  | 6%     | 4      |
| 일본공산당 | 2,146,879  | 5%     | 3      |
| 기타       | 157,501    | 0.4%   |        |
| 무소속     | 2,872,279  | 6.7%   | 2      |
| !총합      | 43,074,298 |        | 51     |

### 주요 정당
| - 자유민주당 - 137 | 총재 사토 에이사쿠 | 부총재 가와시마 쇼지로 | 간사장 후쿠다 다케오 |

| - 일본사회당 - 65석 | 중앙집행위원장 가쓰마타 세이이치 | 서기장 야마모토 고이치 |

| - 공명당 - 23석 | 중앙집행위원장 다케이리 요시카쓰 | 서기장 야노 준야 |

| - 민주사회당 - 10석 | 중앙집행위원장 시무라 에이이치 | 서기장 소네 에키 |

| - 일본공산당 - 4석 | 의장 노사카 산조 | 서기장 미야모토 겐지 |

## 선거 이후
- 일본사회당은 선거 패배의 책임을 물어 1968년 10월에 집행부를 전면 교체했다. 그 결과 새 중앙집행위원장에는 나리타 도모미가, 서기장에는 에다 사부로가 선출되었다.